# Jodi Knotts
Jodi Knotts ist eine US-amerikanische Schauspielerin und Filmproduzentin.

## Leben
Knotts besuchte die Montgomery High School in Santa Rosa im US-Bundesstaat Kalifornien. Der Schauspieler Don Knotts (1924–2006) war ihr Cousin. Sie erlangte an der University of San Francisco ihren Bachelor of Arts in Theater. Seit dem 4. Juni 1990 ist sie mit dem Schauspieler und Filmschaffenden Jim Fitzpatrick verheiratet. Die beiden sind Eltern zweier Söhne, von denen Jadon Cal ebenfalls als Schauspieler und Filmschaffender tätig ist. Nach ihrem dortigen Abschluss begann sie Anfang der 1980er Jahre ihr Theaterschauspiellaufbahn.
Ende der 1980er Jahre wirkte Knotts im Fernsehfilm Life on the Flipside sowie zwei Jahre lang in der Rolle der Cally Stevenson Buchanan in der Fernsehserie Liebe, Lüge, Leidenschaft mit. Mitte der 1990er Jahre hatte sie Besetzungen im Film Junior und eine Episodenrolle in der Fernsehserie Emergency Room – Die Notaufnahme. 1999 wirkte sie an der Fernsehserie Godparents als Schauspielerin und Produzentin mit. Mit Beginn des 21. Jahrhunderts spielte sie in je einer Episode der Fernsehserien Friends, Twilight Zone und CSI: Miami mit. Sie übernahm jeweils Hauptrollen in den Filmen An American Reunion aus dem Jahr 2003, dem Fernsehfilm Supernatural aus dem Jahr 2005 sowie 2008 in The Belly of the Beast, in denen sie zusätzlich auch als Produzentin fungierte.

## Filmografie (Auswahl)

### Schauspiel
- 1988: Life on the Flipside (Fernsehfilm)
- 1988–1989: Liebe, Lüge, Leidenschaft (One Life to Live, Fernsehserie)
- 1994: Junior
- 1998: Emergency Room – Die Notaufnahme (ER, Fernsehserie, Episode 4x19)
- 1999: Godparents (Fernsehserie)
- 2001: Unreel: A True Hollywood Story (Kurzfilm)
- 2002: The Code Conspiracy
- 2002: Friends (Fernsehserie, Episode 9x03)
- 2002: Twilight Zone (The Twilight Zone, Fernsehserie, Episode 1x20)
- 2003: CSI: Miami (Fernsehserie, Episode 1x17)
- 2003: An American Reunion
- 2004: The Attendant
- 2005: Supernatural (Fernsehfilm)
- 2008: The Belly of the Beast
- 2010: Adventure Scouts
- 2019: Charlie’s Game (Kurzfilm)
- 2021: Mind Games
- 2023: Soulmates

### Produktion
- 1999: Godparents (Fernsehserie)
- 2003: An American Reunion
- 2005: Supernatural (Fernsehfilm)
- 2008: The Belly of the Beast
- 2010: Adventure Scouts
- 2020: Prom Night (Kurzfilm)
- 2022: Silver Strings (Kurzfilm)
- 2023: Soulmates